# Gustav Baron
Gustav Baron (Kutina, 16. listopada 1847. – Zagreb, 18. ožujka 1914.) bio je rektor Zagrebačkog sveučilišta (1885. – 1886.) i edoviti profesor uvodnih znanosti u Novi zavjet i tumačenje Sv. pisma Novog zavjeta iz Vulgate i izvornog teksta na Bogoslovnom fakultetu.

## Životopis
Teologiju je studirao u Beču i Zagrebu. Zaređen je za svećenika 1873. Na Bogoslovnom fakultetu Kraljevskog sveučilišta Franje Josipa I. u Zagrebu doktorirao je 1876. Bio je profesor i nadstojnik Nadbiskupske gimnazije u Zagrebu. Docentom na Bogoslovnom fakultetu postao je 1877., a redoviti profesor je od 1881. Dekan Fakulteta bio je u dva mandata. U nastupnoj rektorskoj svečanosti 18. listopada 1885. održao je govor s temom Biblije. Nakon rektorskog mandata obnašao je dužnost prorektora. Godine 1887. imenovan je papinskim komornikom. Bio je kanonik i rektor Bogoslovnog sjemeništa u Zagrebu od 1897. do 1907., te generalni vikar od 1912. do svoje smrti. Prof. Gustav Baron bio je član Kola hrvatskih književnika. Jedan je od začetnika hrvatskoga katoličkog pokreta te obnovitelj tradicije crkvenog pjevanja.
Cijelog života ostao je vezan za rodnu Kutinu. U Kutini je dao sagraditi kapelicu, darivao zvona za župnu crkvu te pomagao vatrogasce. U spomen na Barona postavljen je i temeljni kamen za novu gimnaziju. Kutinska župa i Matica hrvatska pred župnom crkvom podigle su mu spomen-poprsje.(Kutinski dani znanosti i umjetnosti” u znaku 155. obljetnice rođenja Kutinčanina dr. Gustava Barona. 16. listopada 2002., IKA  Arhivirana inačica izvorne stranice od 19. svibnja 2014. (Wayback Machine))

## Vanjske poveznice
- Unizg - Gustav Baron